# Bergtjärnen (Karlskoga socken, Värmland, 658111-143993)
Bergtjärnen är en sjö i Karlskoga kommun i Värmland och ingår i Göta älvs huvudavrinningsområde. Bergtjärn ligger i Trangärdet Natura 2000-område. Sjöns area är 0,023 kvadratkilometer och den är belägen 184 meter över havet.